# Коза-дереза
«Коза-дереза» (Коза луплена, Коза-борза, Страшная коза; укр. Коза-дереза; бел. Каза-манюка) — сюжет русских, украинских и белорусских народных сказок. По классификации Аарне-Томпсона относится к типу 220 (Лживая коза).

## История
Сказка относится к так называемым сказкам о животных. Вторая часть сказки похожа на сюжет сказки «Заюшкина избушка»; отличие составляет замена лисы персонажем коза. Русских вариантов — 30, украинских — 27, белорусских — 9. Сюжет очень популярен также в болгарской и чешской традициях. Сказки о козе лупленой распространены и по всей Европе. В итальянских, португальских и французских вариантах коза порой убивает хозяина.
В указателе сказочных сюжетов указана под номером 212 «Коза луплена»: отец посылает своих сыновей (дочерей) поочередно пасти козу; коза все время говорит, что не насытилась; отец сердится и прогоняет сыновей из дома, но когда сам убеждается, что коза обманывает, пытается ее зарезать; коза лупленая убегает в лес, отнимает дом у зайца; разные животные помогают ему, но выгнать козу не могут; выгоняет козу петух (пчела, рак).
Существуют варианты сказки в обработке А. Толстого, А. Нечаева, О. Капицы, Е.  Благининой.
Николай Лысенко в 1888 году написал детскую оперу «Коза-дереза» по мотивам народной сказки на либретто Днепровой-Чайки. Она стала своеобразным подарком Николая Лысенко своим детям.
В 1985 году по сказке был снят советский мультфильм «Дереза». В 1995 на Украине снят рисованный мультфильм «Коза-дереза».

## Этимология и значение
Дереза. М. Пришвин считал, что словосочетание «коза-дереза» изначально звучало «коза — дери глаза» (ср. «продрать глаза»), означающее «посмотреть внимательно». По мнению А. Афанасьева-Чужбинского  украинское слово дереза означает «задира́ка, капризная». По Фасмеру «дереза» — сеющая раздор.
Луплена. «Коза рухлена, половина бока луплена». «Луплена» — которую лупили (били, колотили). Слово «лупить» произошло от лупа или лупъ — «кожа, шкура».
«Рухлена» — которая рушит. «Рушить» — значит нарушать, разрушать.
Борза. Слово «борзая» в древнерусском языке означало — «быстрая».
Манюка. В переводе с белорусского — лгунья, обманщица.

## Сюжет
Жила-была коза-дереза. Захотела она пойти травы пощипать, взяла да и выгнала зайчика из дому. Пришёл ему на помощь волк, да только не смог сладить с козой. Затем решил помочь зайчику медведь, да и его коза не испугалась. Проходил мимо петушок (пчела, рак) и помог зайчику выгнать козу-дерезу. И стали они дружно жить да поживать.
Характерной особенностью восточнославянских вариантов сюжета являются стилистические формулы, которыми коза дает сама себе характеристику: «Я — коза рухлена, половина бока луплена...», «Летела через мосток, схватила кленовый листок».
В сноске Афанасьева к словам козы, отвечающей зайчику на вопрос «Кто там?», В Воронежской губернии этот ответ звучит: «Я — коза рьяная, за́ боки драная; сколю тебя рогами, стопчу тебя ногами!», а в Украине: «Я — коза-дереза, пивбока луплена, за копу куплена. Тупу-тупу ногами, сколю тебя рогами, лапками загребу, хвостиком замету — бррру!».